# Droga wojewódzka nr 679
Droga wojewódzka nr 679  - droga wojewódzka o długości ok. 30 km łącząca miejscowość Mężenin z Łomżą. Trasa ta na całej długości przebiega przez województwo podlaskie, przecina tylko powiat zambrowski i powiat łomżyński. Trasa ta w Łomży nosi nazwę "Szosa do Mężenina". 
Swoją trasę droga rozpoczyna w Mężeninie oddalonym 2,5 km od miejscowości Rutki-Kossaki na skrzyżowaniu z dawną drogą krajową nr 8 (od niedawna omijającą miasto) i drogą lokalną do Goniądza. Skrzyżowanie to jest zbudowane na styl litery "K", w związku z tym jest bardzo niebezpieczne. 
W okolicach wsi Pęsy-Lipno droga krzyżuje się z lokalną drogą powiatową łączącą DW679 z Zambrowem. 
Na 25 km drogi trasa krzyżuje się z drogą krajową nr 63 w okolicach Podgórza. Droga kończy się na skrzyżowaniu w Łomży z drogą wojewódzką nr 677 oraz z ul. Poznańską. 
Trasa ta umożliwia transport dla pojazdów jadących z południowych dzielnic Łomży do Białegostoku. Inna trasa łączy północne dzielnice Łomży oraz jego przedmieścia na północy z Białymstokiem poprzez Jeżewo Stare (droga krajowa nr 64).